# John Kimber
John Kimber est le capitaine d'un navire négrier britannique jugé pour meurtre en 1792, après que l'abolitionniste William Wilberforce l'eut accusé d'avoir fouetté jusqu'à ce que mort s'ensuive une adolescente asservie sur le pont de son navire. John Kimber a été acquitté, mais le procès a attiré une importante attention de la presse. L'affaire a établi que l'équipage des navires négriers pouvait être jugé pour le meurtre d'esclaves.
La publicité autour de l'affaire a contribué à l'opposition croissante à la traite des esclaves africains, que le parlement britannique a interdite dans ses colonies par le Slave Trade Act 1807.

## Meurtre
En 1791, John Kimber était le capitaine du Recovery, un navire négrier de 189 tonneaux (bm) en provenance de Bristol, Angleterre. Le Recovery a voyagé de Bristol à New Calabar en Afrique de l'Ouest, où il a embarqué environ 300 esclaves destinés à être vendus à Grenade dans les Caraïbes. Le navire a quitté l'Afrique le 1er septembre et est arrivé à Grenade le 28 octobre, date à laquelle 27 des esclaves étaient morts.
« Faire danser les esclaves » faisait partie de la routine d'un navire négrier sur le Passage du milieu ; le capitaine et l'équipage devaient s'assurer que les esclaves, qui étaient confinés dans des conditions extrêmement exiguës et insalubres sous les ponts, étaient sortis régulièrement sur le pont à l'air libre pour de l'exercice physique, afin de réduire le taux de mortalité. Ceux qui refusaient de participer à la « danse » étaient fouettés.

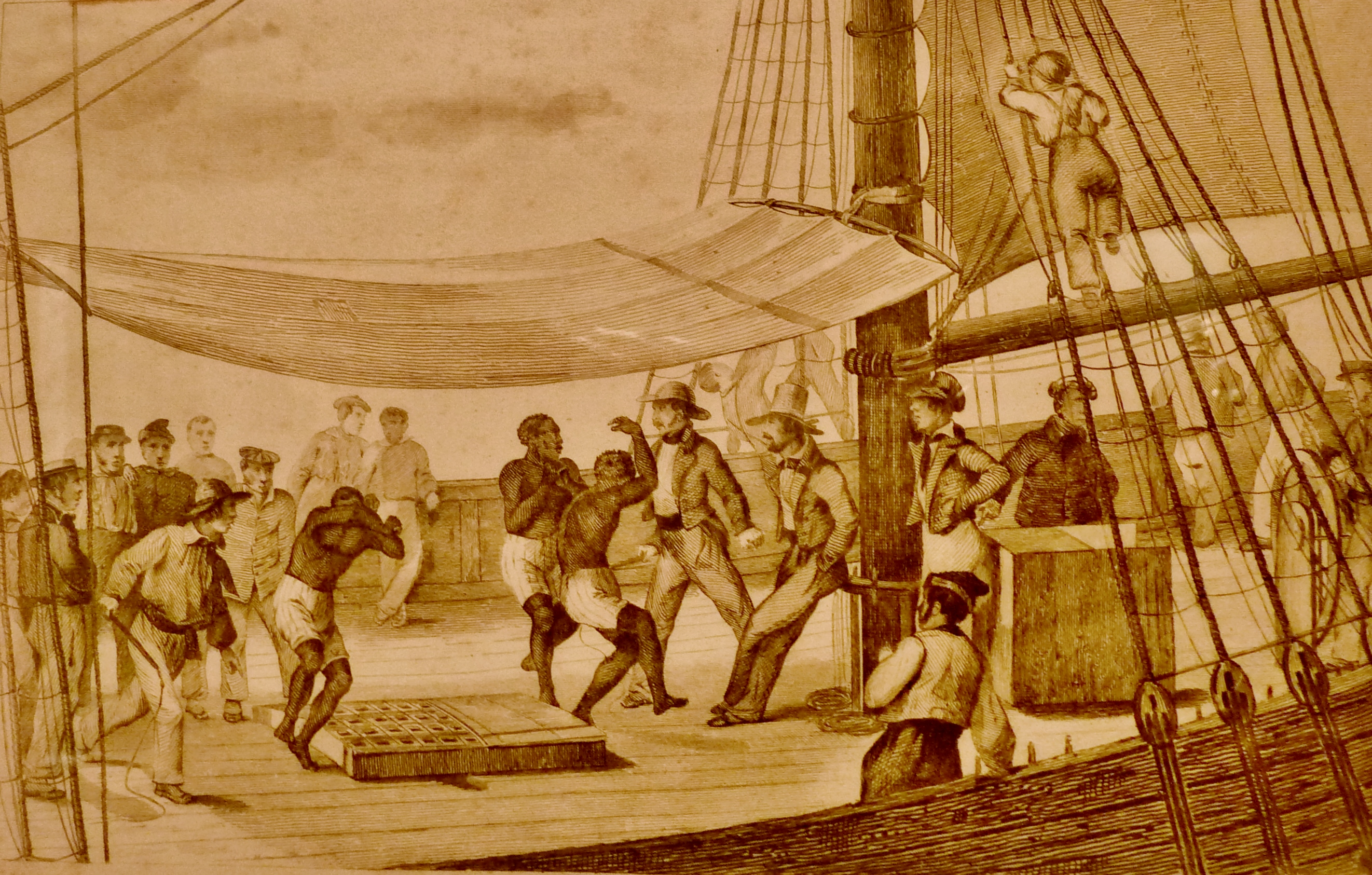
Captifs africains forcés de danser sur le pont du navire négrier afin de maintenir leur état de santé et optimiser leur vente.

Le 2 avril 1792, William Wilberforce prononce un discours devant le parlement à l'issue d'un débat sur l'abolition de la traite des esclaves. Il a donné deux exemples d'atrocités liées à la traite des esclaves, afin de faire appel à la sympathie de ses collègues parlementaires. Premièrement, il décrit une attaque sur Calabar par des navires négriers britanniques, qui ont bombardé la ville afin de forcer ses commerçants à baisser le prix des esclaves. Le deuxième exemple était le cas du capitaine Kimber, qui, selon Wilberforce, avait tué une adolescente de quinze ans esclave sur son navire qui avait refusé de « danser » sur le pont. Kimber aurait fouetté la jeune fille à plusieurs reprises. Puis il l'aurait fait suspendre par une jambe et fait chuter plusieurs fois sur le pont du navire, ces mauvais traitements ayant entraîné la mort de l'adolescente.
Dans son discours, Wilberforce a souligné l'innocence de la jeune fille. Il a minimisé les affirmations du capitaine (rapportées par la suite dans la presse) selon lesquelles elle souffrait d'une condition médicale préexistante non identifiée provoquant la lassitude et qu'elle avait la gonorrhée . La représentation par Isaac Cruikshank de l'agression de Kimber contre une virjen, dans son image publiée à l'époque, souligne également son innocence face à l'agressivité et à la corruption morale du capitaine.
Le 7 avril 1792, Kimber plaça des annonces dans plusieurs journaux proclamant son innocence. Les accusations portées contre Kimber furent bientôt rapportées dans la presse, tout comme les récits de son procès à partir de juin 1792. De tels rapports ont rapidement traversé l'Atlantique et ont été publiés dans une dizaine de journaux américains.

## Arrestation et procès

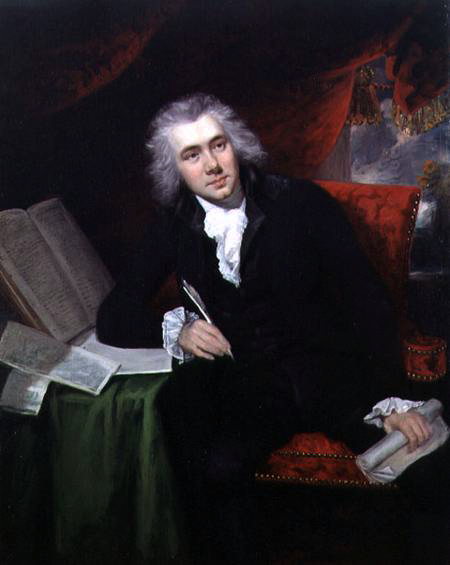
William Wilberforce en 1790, par John Rising

Kimber a été arrêté à Bristol le 8 avril et emmené à Londres le lendemain. Son procès aux sessions de l'Amirauté du Old Bailey commença le 7 juin 1792 et fut suivi par de nombreuses personnalités publiques de premier plan, dont Horatio Nelson,.
Le procès a révélé peu de choses sur les crimes présumés de Kimber au-delà de ce que Wilberforce avait dit au parlement et a été rapporté dans la presse. L'attention s'est rapidement tournée vers les témoins clés témoignant contre Kimber. Thomas Dowling, le chirurgien du navire, s'est révélé avoir une vendetta contre Kimber; un autre témoin, Stephen Devereux, était un ancien mutin. Trois témoins ont attesté de la bonne moralité de Kimber, mais aucun témoin n'a été appelé pour affirmer que Kimber n'avait pas ordonné qu'une esclave soit ligotée et fouettée.
Kimber a été acquitté. Le procès a duré moins de cinq heures. Son Altesse Royale le duc de Clarence était présent tout le temps et semblait, de ses regards et gestes, être particulièrement intéressé en faveur de Kimber. En 1793, Dowling et Devereux furent jugés pour parjure, Dowling étant reconnu coupable. Plusieurs comptes rendus du procès ont été publiés, et ils soutenaient Kimber à des degrés divers. Kimber a poursuivi Wilberforce pour dommages après le procès. Wilberforce a noté plus tard que l'acquittement de Kimber avait été l'un des rares cas de la campagne d'abolition qui l'avait bouleversé.

## Portée juridique
En 1781, l'équipage du navire négrier Zong a délibérément tué environ 132 esclaves en les jetant par-dessus bord, affirmant plus tard que l'ensemble du navire et sa cargaison étaient en danger par manque d'eau. Aucun membre de l'équipage n'a jamais été jugé pour meurtre, et les affaires judiciaires qui ont suivi ont établi la légalité de leur acte dans des circonstances spécifiques pour assurer la survie du navire, de l'équipage et des esclaves restants. Le juge s'est prononcé contre le paiement par les assureurs de la perte d'esclaves en raison de nouvelles informations révélées lors de l'audience d'appel, qui suggéraient que le capitaine et l'équipage étaient responsables de la pénurie d'eau.
L'historienne Srividhya Swaminathan affirme que ni les meurtres ni les affaires judiciaires de 1783 n'ont reçu beaucoup d'attention dans la presse ou au parlement. Mais près de 300 quakers furent poussés à envoyer une pétition au parlement contre l'esclavage en juillet 1783 à cause de ce procès. Walvin note qu'à la fin des années 1780, l'affaire Zong était devenue un symbole important des abus de la traite des esclaves, ayant inspiré des écrits anti-esclavagistes de Thomas Clarkson, Ottobah Cugoano, James Ramsay et John Newton,, et ayant stimulé la croissance rapide du mouvement abolitionniste.
Il est significatif que, seulement une décennie après le massacre de Zong, Kimber, en tant que capitaine d'un navire négrier, ait été jugé pour meurtre pour avoir maltraité un esclave, et que l'affaire ait reçu une large attention dans les journaux. Comme l'a commenté le Public Advertiser après le procès de Kimber, l'affaire avait au moins établi que ceux qui tuaient des esclaves pouvaient être jugés pour meurtre.

## Remarques
1. 1 2  Marshall 1972, p. 207.
2. ↑  Richardson 1996, p. 193.
3. ↑  Bernard Michon, « La Marie-Séraphique, navire de traite nantais au XVIIIe siècle », sur ehne.fr, 2022 (consulté le 18 septembre 2024)
4. ↑  Maccotta 2007, pp. 132–3.
5. ↑  Marshall 1972, p. 206.
6. ↑  Swaminathan 2010, p. 487.
7. 1 2 3 4  Swaminathan 2010, p. 489.
8. 1 2  Swaminathan 2010, p. 490.
9. ↑  Sugden 2011, p. 399.
10. 1 2 3 4  Swaminathan 2010, p. 493
11. ↑  « The Trial of Captain John Kimber », London 1792, 1792, p. 36
12. ↑  Swaminathan 2010, p. 494.
13. ↑  Hague 2008, p. 210.
14. ↑  Marshall 1972, p. 211.
15. ↑  Krikler 2007, pp. 36–8.
16. ↑  Swaminathan 2010, pp. 483, 496.
17. ↑  Rupprecht, A Very Uncommon Case (2007), pp. 336–7.
18. ↑  Lovejoy 2006, p. 337.
19. ↑  Swaminathan 2010, pp. 483–4.
20. ↑  Walvin 2011, pp. 176–9.
21. ↑  Swaminathan 2010, pp. 483, 487.